# Petri Vehanen
Petri Vehanen (Rauma, 9 ottobre 1977) è un ex hockeista su ghiaccio finlandese.

## Palmarès

### Mondiali
- 2 medaglie:
  - 1 oro (Slovacchia 2011)
  - 1 bronzo (Canada 2008)